# Elena Walter-Karydi
Elena Walter-Karydi (* 21. Mai 1936 in Athen) ist eine griechisch-deutsche Klassische Archäologin.

## Leben
Elena Walter-Karydi studierte an der Universität München Klassische Archäologie und Philologie sowie Alte Geschichte. 1970 wurde sie mit der Arbeit Samische Gefässe des 6. Jahrhunderts v. Chr. Landschaftsstile ostgriechischer Gefäße promoviert. Von 1975 bis 1987 lehrte sie an der Universität Salzburg, wo ihr Mann Hans Walter Ordinarius war. Mit der Arbeit Die äginetische Bildhauerschule. Werke und schriftliche Quellen habilitierte sie sich 1983 und begann neben ihrer Lehrtätigkeit in Salzburg auch mit der Lehre an der Universität des Saarlandes in Saarbrücken, wo sie 1992 außerplanmäßige Professorin wurde. 2001 war sie Gastprofessorin an der Universität Zypern in Nikosia. Sie war zudem als Stipendiatin der Alexander-von-Humboldt-Stiftung Gastwissenschaftlerin des J. Paul Getty Museums in Malibu. Walter-Karydi nahm an deutschen Ausgrabungen in Griechenland teil.
Walter-Karydi ist korrespondierendes Mitglied des Deutschen Archäologischen Instituts (DAI) und ordentliches Mitglied der Archäologischen Gesellschaft Athen. Sie ist Fachfrau für die griechische Malerei und die Griechische Vasenmalerei sowie die Bildhauerei in Ägina. Sie gibt, bis zu dessen Tod gemeinsam mit Hans Walter, die Reihe Alt Ägina für das DAI heraus.

## Schriften
- Corpus Vasorum Antiquorum Deutschland 28. München. Museum Antiker Kleinkunst. Band 6., C.H. Beck, München 1967
- Studien zur griechischen Vasenmalerei, Francke, Bern 1970 (Antike Kunst, Beihefte 7)
- Samische Gefässe des 6. Jahrhunderts v. Chr. Landschaftsstile ostgriechischer Gefäße, Habelt, Bonn 1973, ISBN 3-7749-1296-3 (Samos, Band 6,1)
- mit Wassiliki Felten, Rudolfine Smetana-Scherrer: Ostgriechische Keramik. Lakonische Keramik. Attische schwarzfigurige und rotfigurige Keramik. Spätklassische und hellenistische Keramik, von Zabern, Mainz 1982, ISBN 3-8053-0487-0 (Alt Ägina 2.1)
- Die äginetische Bildhauerschule. Werke und schriftliche Quellen, von Zabern, Mainz 1987, ISBN 3-8053-0579-6, (Alt Ägina 2.2)
- Die Nobilitierung des Wohnhauses. Lebensform und Architektur im spätklassischen Griechenland, Universitäts-Verlag Konstanz, Konstanz 1994, ISBN 3-87940-478-X (Xenia, Band 35)